# Pericyclocera parianae
Pericyclocera parianae är en tvåvingeart som beskrevs av Borgmeier 1969. Pericyclocera parianae ingår i släktet Pericyclocera och familjen puckelflugor. Inga underarter finns listade i Catalogue of Life.